# コメルシー
コメルシー （Commercy）は、フランスのグラン・テスト地域圏ムーズ県のコミューン。

## 地理
ムーズ川谷にあり、西のバル＝ル＝デュック、東のナンシーの中間地点にある。

## 歴史

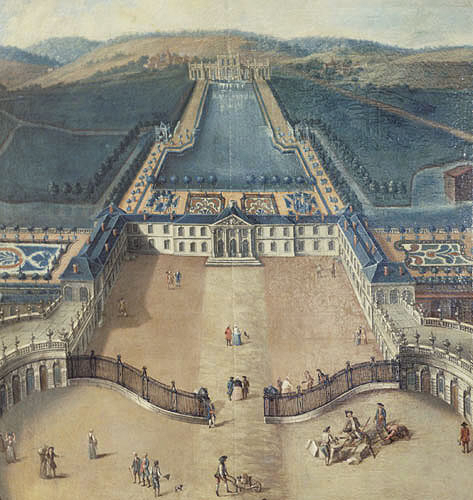
18世紀に描かれたコメルシー城

コメルシーの地には旧石器時代から人が定住していたが、9世紀以前に都市があったことを証明する証拠はない。フランク王ルイ敬虔王は830年頃コメルシーを通過している。都市はCommarchia（国境を示して『行進する』という意味）、中世にはCommerciumと呼ばれていた。
コメルシー領主は、神聖ローマ皇帝とメス司教、シャンパーニュ伯両方の家臣であった。ザールブリュッケン伯の娘をコメルシー領主シモンが娶ると、1247年にコメルシーはザールブリュッケン伯に組み込まれた。1324年、ザールブリュッケン伯ヨハン1世が町に憲章を授けた。1341年にヨハンが死ぬと、コメルシーを相続したのは息子のヨハン2世だった。次にザールブリュッケンを相続したのは弟ヨハン4世だった。彼は権利を行使してダンジョンを建設した。1345年にはコメルシーにバ城を建設した。バ城はザールブリュッケン伯の居城として1444年まで所有され、その後売りに出された。1544年、神聖ローマ皇帝カール5世はフランスへ進出しようと、長い攻防戦の末にヴェルダンとコメルシーの占領を試みた。
1650年、レ枢機卿ジャン＝フランソワ・ド・ゴンディが城主となって1662年から移り住んだ。1665年、レ枢機卿は負債となっていた城と宗主権をリールボンヌ公爵フランソワ・マリー・ド・ロレーヌとその妻アンヌ・ド・ロレーヌへ売却した。フランスのロレーヌ侵攻後の1697年、リールボンヌ公爵夫人はコメルシーを含む権利を息子のシャルル・フランソワへ寄贈し、継承順で1702年にはロレーヌ公レオポールが継承した。レオポールはコメルシー領主権をシャルル・アンリ・ド・ロレーヌ＝ヴォーデモン（ロレーヌ公シャルル4世の庶子）へ授けた。彼は元からあった中世の城跡の上に、壮大なバロック建築のコメルシー城を建設した。
1722年、レオポール公は交換でバ城の城主権を手に入れた。しかし世継ぎが早世していたシャルル・アンリが1723年に死去したため、再びコメルシーは近親の相続者であるロレーヌ公が相続することになった。ロレーヌ公フランソワ3世（のちの神聖ローマ皇帝フランツ1世）がロレーヌ公国をフランスに譲渡した後、フランソワの母エリザベート・シャルロット・ドルレアンはコメルシーを自領として受け取り、コメルシー城を住居と定め半ば亡命状態で暮らした。1744年にエリザベートが死ぬと、ルイ15世の義父でフランソワ3世に代わってロレーヌ公・バル公になっていたスタニスワフ・レシチニスキが、新たに獲得したコメルシーを美化し、贅沢な庭園を創り上げた。

## 経済
1963年より第8砲兵連隊が駐屯しているため、経済効果が大きい。その他は製鋼、金属加工が行われる。コメルシー名物としてマドレーヌ菓子がある。

## 姉妹都市
- ホッケンハイム、ドイツ